# 錫里亞基
49°59′41″N 36°6′33″E / 49.99472°N 36.10917°E
锡里亞基（烏克蘭語：Сіряки）是位於烏克蘭東部的村莊，由哈爾科夫州哈爾科夫區的索洛尼齊夫卡市鎮負責管轄。該村始建於1650年，面積1.07平方公里，海拔高度160米，2001年人口322，人口密度每平方公里300.9人。